# Maria Bernasconi

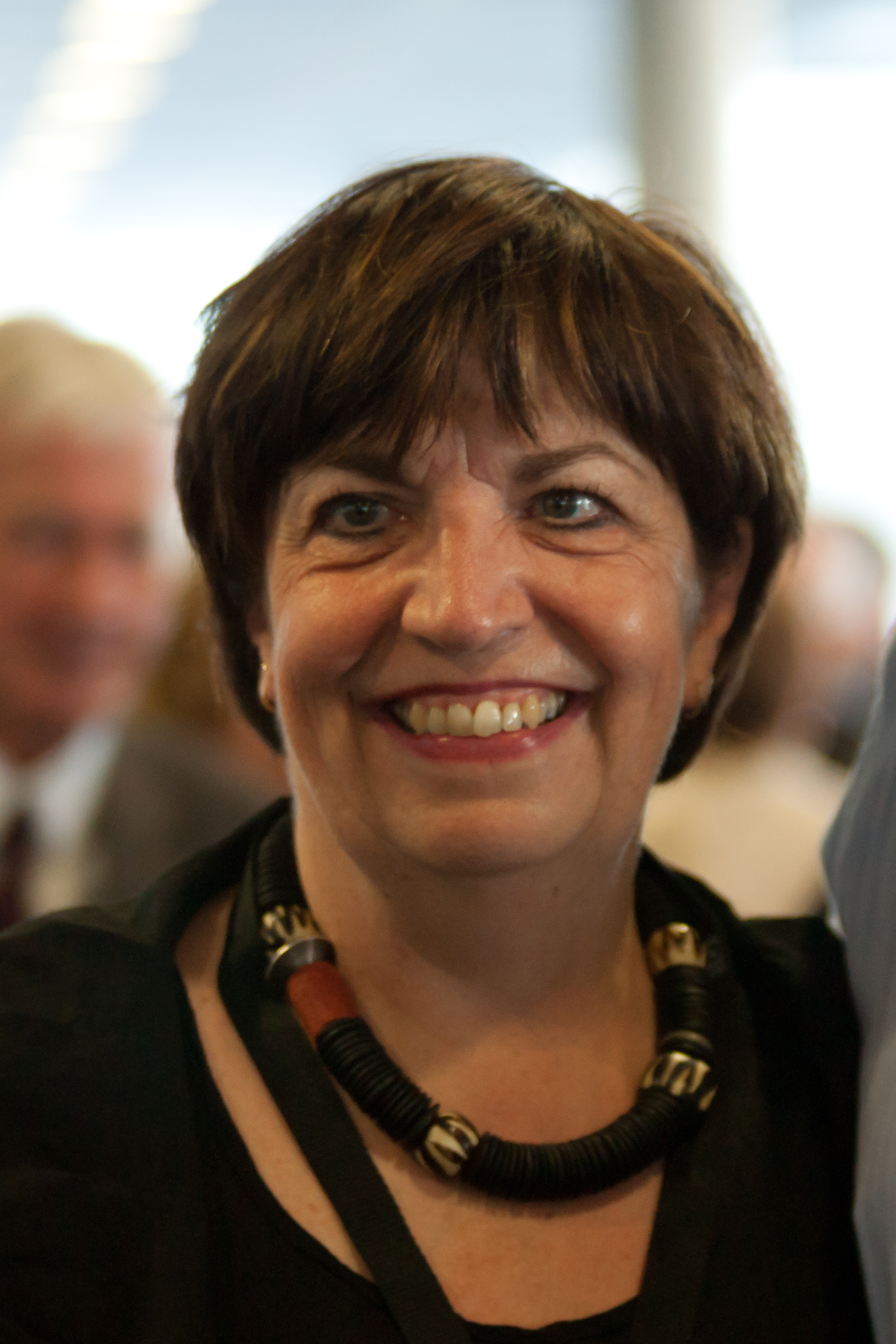
Maria Bernasconi (2012)

Maria Bernasconi (ehemals Maria Roth-Bernasconi; * 14. September 1955 in Zürich) ist eine Schweizer Politikerin (SP).

## Leben
Maria Bernasconi ist als zweites Kind einer siebenköpfigen Tessiner Familie in Luzern aufgewachsen. Nach einer Ausbildung als Krankenschwester zog es sie nach Lancy im Kanton Genf. 1985 trat sie der SP bei. 1989 wurde sie in den Grossen Rat des Kantons Genf gewählt. 1995 schloss sie das Lizenziat der Rechtswissenschaft an der Universität Genf ab. Von 1989 bis 1991 war sie Präsidentin der lokalen SP-Sektion in Lancy.
Bei den Wahlen vom Herbst 1995 wurde sie in den Nationalrat gewählt, weshalb sie ihr Mandat im Kantonsparlament abgab. Bei den Wahlen 1999 wurde sie nicht wieder gewählt. Von 2001 bis 2003 gehörte sie nochmals dem Grossen Rat an, bevor sie bei den Wahlen 2003 zum zweiten Mal in den Nationalrat gewählt wurde. 2007 und 2011 wurde sie bestätigt. Im Jahre 2007 wurde sie Vizepräsidentin der Geschäftsprüfungskommission, von 2009 bis 2011 deren Präsidentin. Bei den Wahlen 2015 trat sie nicht wieder an.
Von 2001 bis 2012 amtete sie zusätzlich als Co-Präsidentin der SP Frauen Schweiz. Von 2012 bis zu ihrer Frühpensionierung Ende 2017 war sie Generalsekretärin des Personalverbandes des Bundes (PVB) und damit Mitglied des Vorstandes des Schweizerischen Gewerkschaftsbundes.
Bernasconi ist verheiratet und Mutter zweier Kinder. Sie wohnt in Lancy.